# Körfuknattleiksdeild Keflavíkur
El Körfuknattleiksdeild Keflavíkur (traducido literalmente como Sección de baloncesto de Keflavík), conocido como Keflavík es la sección de baloncesto masculino del club deportivo Keflavík, íþrótta- og ungmennafélag, con sede en la localidad de Keflavík del municipio de Reykjanesbær en Islandia.

## Historia
Fundado en 1974 con el nombre de ÍBK Keflavík, en 1994 adoptó su actual nombre.
Durante las décadas de los 90 y los 2000 el equipo consiguió la mayoría de sus títulos, siendo uno de los dominadores del baloncesto islandés.

## Participaciones en competiciones europeas
| Temporada | Competición    | Eliminatoria | Adversario          | Local   | Visitante | Global  |  |
| --------- | -------------- | ------------ | ------------------- | ------- | --------- | ------- |  |
| 1989-90   | Copa de Europa | 1R           | Bracknell Tigers    | 91-106  | 144-105   | 196-250 |  |
| 1992-93   | Copa de Europa | 1R           | Bayer 04 Leverkusen | 100-130 | 126-91    | 191-256 |  |
| 1993-94   | Copa de Europa | 1R           | Žalgiris            | 98-128  | 124-64    | 162-252 |  |
| 1999-00   | Copa Korać     | 1R           | London Leopards     | 111-75  | 80-78     | 189-155 |  |
| 1999-00   | Copa Korać     | 2R           | Lugano Snakes       | 72-78   | 94-76     | 3º      |  |
| 1999-00   | Copa Korać     | 2R           | Äänekosken Huima    | 84-76   | 79-100    | 3º      |  |
| 1999-00   | Copa Korać     | 2R           | SLUC Nancy          | 67-101  | 90-73     | 3º      |  |

## Palmarés
- Úrvalsdeild karla (Ligas de Islandia)

Campeones (9): 1989, 1992, 1993, 1997, 1999, 2003, 2004, 2005, 2008
- Bikarkeppni karla (Copas de Islandia)

Campeones (5): 1993, 1994, 1997, 2003, 2004
- Meistarakeppni karla (Supercopas de Islandia)

Campeones (3): 1997, 2003, 2008
- Fyrirtækjabikar karla (Copa de las Empresas)

Campeones (6): 1996, 1997, 1998, 2002, 2006, 2013

## Rivalidad con Njarðvík
Los mayores rivales del Keflavík son sus vecinos más cercanos, el Njarðvík.
Los equipos tienen sus sedes en Reykjanesbær. Keflavík y Njarðvík eran pueblos vecinos, pero se fusionaron en 1994 y formaron el municipio de Reykjanesbær. Sus pabellones se encuentran separados por un kilómetro el uno del otro. En la temporada 2008-09, la rivalidad se intensificó cuando los dos equipos fueron entrenados por hermanos, Sigurður Ingimundarson con Keflavík y Valur Ingimundarson con Njarðvík. Al final de esa temporada, Sigurður dejó su puesto como entrenador del equipo y fichó por un club sueco. Fue sustituido por el exjugador Guðjón Skúlason. Justo antes del comienzo de la temporada 2009-10, Sigurður se convirtió en el entrenador del Njarðvík, en sustitución de su hermano Valur.